# Ranh giới (phim 2015)
Ranh giới (tiếng Anh: Sicario) là một bộ phim chính kịch-hình sự do Denis Villeneuve đạo diễn và Taylor Sheridan viết kịch bản. Phim có sự tham gia của Emily Blunt, Benicio del Toro và Josh Brolin, kể về một đặc vụ FBI được một lực lượng đặc nhiệm của chính phủ tuyển mộ để hạ bệ lãnh đạo của một tập đoàn ma túy Mexico hung dữ và quyền lực. Ranh giới được chọn để tranh cử cành cọ vàng tại Cannes. Phim được công chiếu bản giới hạn tại Hoa Kỳ vào ngày 18 tháng 9 năm 2015 trước khi ra mắt thị trường quốc tế ngày 2 tháng 10 năm 2015, trong khi khởi chiếu tại Việt Nam ngày 18 tháng 2 năm 2015.
Ranh giới nhận được ba đề cử giải Oscar cho quay phim xuất sắc nhất, nhạc phim hay nhất và biên tập âm thanh xuất sắc nhất, cũng như ba đề cử giải BAFTA cho nam diễn viên phụ xuất sắc nhất (Brolin), quay phim xuất sắc nhất và nhạc phim hay nhất. Phim bị khán giả Mexico chỉ trích vì miêu tả thành phố Juárez là nơi một phần âm mưu diễn ra. Phần tiếp theo là Sicario: Day of the Soldado bắt đầu quay vào tháng 11 năm 2016.